# فرانشيسكو سفورزا الأول

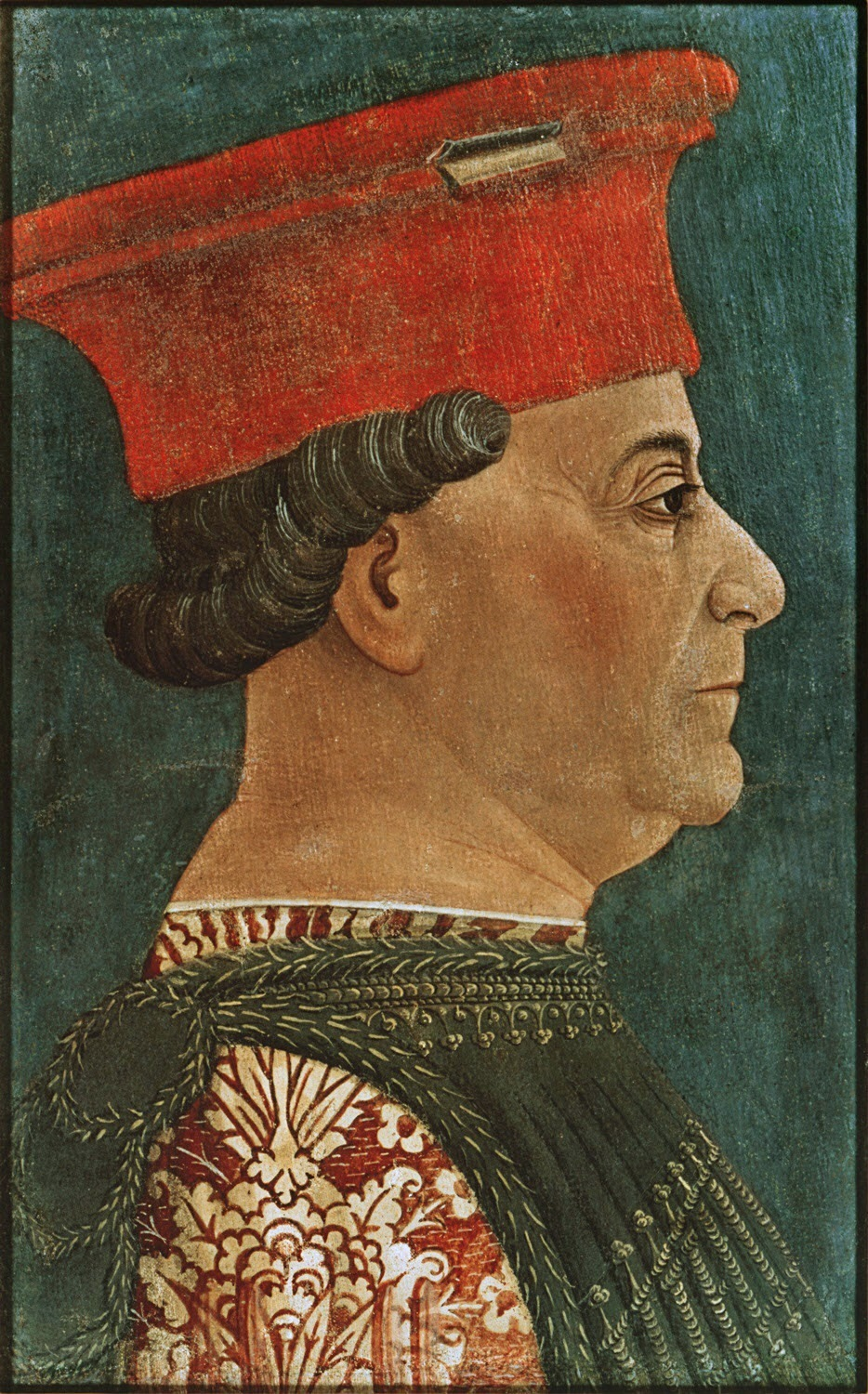
فرانشيسكو سفورزا بريشة بونيفاتشو بمبو

فرانسيسكو سفورزا (Francesco Sforza) (سان مينياتو، 23 يوليو 1401 - ميلانو، 8 مارس 1466) كوندوتييرو إيطالي. دوق ميلانو، وهو أول دوقات سلالة سفورزا.

## السيرة
ابن غير شرعي لموزيو أتيندولو سفورزا ولوتشيا ترسانو، أمضى فرانشيسكو طفولته في فلورنسا وفي بلاط نيكولو ديستي بفيرارا. ثم تبع والده إلى نابولي، حيث جعلت الملكة جوفانا الأولى منه كونتاً على تريكاريكو وهو بعمر الحادية عشرة (ديسمبر 1412). فكان فارساً مسلحاً، تزوج من بوليسينا روفو وهي نبيلة كالابرية وأرملة الفارس الفرنسي جاكومو مايلي الذي كان يمتلك عدة أراضي وخاصة في كوزنسا. احتـُفل بالزفاف يوم 23 أكتوبر 1418 في روسانو، ولكن بوليسينا توفيت في سنة 1420 بعد وقت قصير من ابنتها الرضيعة أنطونيا بوليسينا. عاد إلى نابولي إثر وفاة والده، التي حدثت سنة 1424 في بسكارا، وتعرّف على غويدو توريلي الكوندوتييرو في خدمة دوقية ميلانو وأقنعه بأن يتبعه. دخل في خدمة فيليبو ماريا فيسكونتي سنة 1425، كانت علاقة بين فيسكونتي وسفورزا متوترة بالبداية، فمع حاجة الدوق إليه لم يتحمل بقوة شخصية الكوندوتييرو. بعد عدة معارك مظفرة حل سفورزا بمورتارا حيث أقام من عام 1428 حتي 1429 بانتظار أن يرضى عنه الدوق غريب الأطوار.

أظهر في عدة مناسبات قيادة ممتازة وأنقذ الدوقية في أكثر من مناسبة. وبمثابة المكافأة منحه الدوق فيليبو ماريا فيسكونتي يد ابنته (غير الشرعية) بيانكا ماريا.
و حين مات فيليبو ماريا دون ورثة، حلت الجمهورية الأمبروزية الذهبية محل السلالة لبضع سنوات، والتي هزمها فرانشيسكو فدخل ميلانو (جـُوّعـَت بعد حصار طويل) في 22 مارس 1450 (وفقا لمصادر أخرى تم في 25 مارس).
أظهرت فرانشيسكو إدارة جيدة، وحدّث المدينة، وأوجد نظاماً ضريبياً كفأً أحدث زيادة كبيرة في إيرادات الحكومة. وصار بلاطه مركزا فنياً وثقافياً، وحظي بشعبية كبيرة في صفوف الميلانيين.
عـَمل من بين كوندوتييريين التابعين له بارتولوميو كوليوني من عام 1452 حتي 1453، الذي سيصبح القائد العام لجمهورية البندقية.
بفضل الصداقة والاحترام المتبادل مع كوزيمو دي ميديشي وتحالفت فلورنسا وميلانو، أبرمتا معاً صلح لودي مع البندقية.
كثيراً ما أشار نيكولو مكيافيلي في كتاب الأمير إلى فرانشيسكو باعتباره مثالاً للحكم الرشيد ومناهضاً لاستخدام قوات المرتزقة.

## الأبناء
- تزوج أولاً من بوليسينا روفو عام 1418 (توفيت سنة 1420)
- ثم تزوج من بيانكا ماريا فيسكونتي في 14 أكتوبر 1441
  - غالياتسو ماريا (1444 - 1476)، ودوق ميلانو 1466 حتي 1476
  - إيبوليتا ماريا (1446 - 1488) تزوج سنة 1465 من ألفونسو الثاني ملك نابولي
  - فيليبو ماريا (1445 - 1492)، كونت كورسيكا وبافيا
  - ماريا سفورزا (1449 - 1479) دوق باري
  - لودوفيكو ماريا الملقب بالأسمر (1452 - 1508) دوق باري وميلانو
  - إليزابيتا ماريا (1453 - 1472)
  - أسكانيو ماريا (1455 - 1505) أسقف بافيا، كاردينال
  - أوتافيانو ماريا (1458 - 1477) كونت لوغانو
- كما أن له عدداً غير معروف من الأبناء غير الشرعيين (المؤرخين يقولون بأنهم 40 وإن كان بعض يعتقد بأنهم أكثر بكثير) من أشهرهم :
  - تريستانو (1422 - ميلانو، 11 يوليو 1477)
- من جوفانا داكوابندنتي
  - بوليسينا (1428 - 1449) تزوجت من سيجيسموندو مالاتيستا الذي قتلها.
  - سفورزا سيكوندو (1433 - 1492 أو 1493)
  - دروزيانا (30 سبتمبر 1437 - 29 يونيو 1474) تزوجت ياكوبو بيتشينينو في 12 أغسطس 1464

## مقالات ذات صلة
- سفورزا
- دوقية ميلانو
- بارتولوميو كوليوني
- غاسبار دا فيمركاتي